# Albion Rovers Football Club
L'Albion Rovers Football Club, meglio noto come Albion Rovers, è una società calcistica scozzese con sede nella città di Coatbridge, nel Lanarkshire Settentrionale. Partecipante a più riprese dal 1903 al 2023 alle divisioni professionistiche scozzesi, ora milita nella Lowland Football League, il principale campionato semiprofessionistico della Scozia meridionale.

## Storia

### I primi anni
Fondato nel 1882 mediante la fusione di due squadre locali, l'Albion FC e il Rovers FC, l'Albion Rovers si iscrisse ai campionati nazionali nel 1903, partecipando alla Scottish Division Two. Nei primi dieci anni arrivò due volte al terzo posto e al secondo nel 1914 (dietro al Cowdenbeath) senza però ottenere la promozione. Con l'inizio della prima guerra mondiale la Division Two fu sospesa e i Rovers aderirono al campionato regionale di Western Football League, mentre nel 1919 trasferirono la propria sede al Cliftonhill, che è tuttora lo stadio di casa.
Non ammessi nel 1917 in Division One a favore del Clydebank, ebbero un'altra possibilità e riuscirono a prendere parte alla Football League 1919-20.

### Il ritorno nella Scottish League
Nella stagione d'esordio in massima serie, l'Albion Rovers si classificò 22°, in fondo alla classifica, ma allo stesso tempo raggiunse la finale di Scottish Cup, persa 3-2 contro il Kilmarnock. Poiché non erano previste retrocessioni, rimase in Division One classificandosi 18º l'anno seguente e 11° nella stagione 1921-22, realizzando il miglior piazzamento in massima serie; nel 1922-23 arrivò invece la retrocessione in Division Two. Restò in seconda serie fino al 1934, quando vinse il campionato e fu promosso. Disputò tre stagioni in Division One fino al 1937, e un'altra nel 1938-39. Durante la seconda guerra mondiale prese parte alla Western League, poi si trasferì in Southern League.

### L'ultima in Division One e i decenni successivi
Alla ripresa dei campionati nazionali nel 1946, l'Albion Rovers fu inserito in Division B, nonostante non fosse retrocesso sul campo dal precedente campionato di Division One. Nel 1948, col secondo posto dietro al Raith Rovers, venne promosso, ma la Division A 1948-49 fu l'ultima stagione disputata in massima serie, infatti concluse all'ultimo posto con soli 8 punti.
Dagli anni cinquanta i Rovers militarono in pianta stabile nella Division Two, cogliendo come miglior piazzamento un quinto posto nel 1957, ma in genere disputarono campionati da bassa classifica. La riforma dei campionati nel 1975 li relegò nella nuova Second Division, terzo livello del calcio scozzese, dopo 24 anni consecutivi di seconda serie.
L'Albion Rovers trascorse il resto degli anni settanta e quasi tutti gli anni ottanta in Second Division, soltanto nel 1989 vinse il campionato e ottenne la promozione, ma la permanenza in First Division durò solo la stagione successiva, l'ultima in cui disputò la seconda serie.

### Discesa in Third Division
In Second Division si classificò ultimo nel 1992 e nel 1993; l'anno successivo evitò l'ultimo posto, ma in occasione di un'altra riforma dei campionati fu relegato nella nuova Third Division, la quarta serie. Anche qui arrancò per diversi anni in bassa classifica, condizionato pure da difficoltà finanziarie. Tuttavia a partire dagli anni duemila ebbe una lenta ripresa sul piano dei risultati: fu terzo nel 2002 e nel 2003, stagione in cui arrivò a due punti dal Greenock Morton e a un solo punto dall'East Fife, entrambi promossi; nel 2007, quando ricorreva il suo 125º anniversario, l'Albion Rovers arrivò in semifinale di Scottish Challenge Cup, persa 4-1 contro il Ross County.

### La promozione in Second Division
Nel 2010 l'Albion Rovers mancò i play-off per un solo punto, ma nella stagione 2010-11 concluse al secondo posto, dietro all'Arbroath, vinse ai play-off contro il Queen's Park e l'Annan Athletic e tornò in Second Division dopo 18 anni di assenza. Nella stagione 2011-12 si classificò al nono posto, guadagnandosi la permanenza con le vittorie agli spareggi contro Elgin City e Stranraer; ma nella stagione successiva fu ultimo e scese in Third Division. Riconquistò la serie superiore, nel frattempo ridenominata League One, nel 2015 e vi è rimasto fino al 2017-18, quando è di nuovo retrocesso. 
In League Two non va meglio del settimo posto nella stagione 2020-21, e due anni dopo si classifica in ultima posizione e disputa lo spareggio contro gli Spartans, squadra della sottostante Lowland League che sconfigge 2-1 l'Albion Rovers e ne prende il posto in League Two, sancendone la retrocessione dopo 109 anni di professionismo.
Dalla stagione 2023-24 disputa la Lowland Football League.

## Allenatori
- Archie Montgomery (1920–1922)
- Willie Reid (1922–1929)
- Webber Lees (1929–1935)
- John Weir (1935–1937)
- Webber Lees (1937–1949)
- Robert Beath (1950–1952)
- Tom Fagan (1952–1953)
- Jackie Hutton (1953–1961)
- Duncan McGill (1961–1962)
- Willie Telfer (1962–1965)
- Bobby Flavell (1965–1966)
- Jackie Stewart (1966–1968)
- Jimmy Harrower (1969)
- Bobby Flavell(1969–1972)
- Frank Beattie (1972–1973)
- Ralph Brand (1973–1974)
- George Caldwell (1974–1976)
- Sam Goodwin (1976–1981)
- Harry Hood (1981)
- Joe Baker (1981–1982)
- Derek Whiteford (1982)
- Martin Ferguson (1982–1983)
- Billy Wilson (1983–1984)
- Benny Rooney (1984)
- Andy Ritchie (1984)
- Joe Baker (1984–1985)
- Ray Franchetti (1985–1986)
- Tommy Gemmell (1986–1987)
- David Provan (1987–1991)
- Mick Oliver (1991–1992)
- Billy McLaren (1992–1993)
- Tommy Gemmell (1993–1994)
- Tom Spence (1994–1995)
- Jimmy Crease (1995)
- Vinnie Moore (1996–1998)
- Billy McLaren (1998–1999)
- Mark Shanks (1999–2000)
- John McVeigh (2000–2002)
- Peter Hetherston (2002–2003)
- Kevin McAllister (2003–2005)
- Jimmy Lindsay (2005)
- Jim Chapman (2005–2007)
- John McCormack (2007–2008)
- Paul Martin (2008–2012)
- Tom Lumsden (2012–2013)
- James Ward (2013–2014)
- Darren Young (2014–2017)
- Brian Kerr (2017–2018)
- John Brogan (2018)
- Kevin Harper (2018–2020)
- Brian Reid (2021–2023)
- Sandy Clark (2023–)

## Palmarès

### Competizioni nazionali
- Scottish Championship: 1

1933-1934
- Scottish League One: 1

1988-1989
- Scottish Third Division: 1

2014-2015

### Competizioni regionali
- Lanarkshire Cup: 8

1899–1900, 1920–1921, 1948–1949, 1950–1951, 1973–1974, 1974–1975, 1981–1982, 1986–1987

### Altri piazzamenti
- Scottish Third Division:

Terzo posto: 2001-2002, 2002-2003
- Coppa di Scozia:

Finalista: 1919-1920
Semifinalista: 1920-1921
- Scottish Challenge Cup:

Semifinalista: 2006-2007

## Statistiche e record

### Partecipazione ai campionati
| Livello | Categoria                | Partecipazioni | Debutto   | Ultima stagione | Totale |
| ------- | ------------------------ | -------------- | --------- | --------------- | ------ |
| 1°      | Scottish Football League | 2              | 1919-1920 | 1920-1921       | 9      |
| 1°      | Scottish Division One    | 6              | 1921-1922 | 1938-1939       | 9      |
| 1°      | Scottish Division A      | 1              | 1948-1949 | 1948-1949       | 9      |
| 2°      | Scottish Division Two    | 48             | 1903-1904 | 1974-1975       | 53     |
| 2°      | Scottish Division B      | 4              | 1946-1947 | 1950-1951       | 53     |
| 2°      | Scottish First Division  | 1              | 1989-1990 | 1989-1990       | 53     |
| 3°      | Scottish Second Division | 20             | 1975-1976 | 2012-2013       | 23     |
| 3°      | Scottish League One      | 3              | 2015-2016 | 2017-2018       | 23     |
| 4°      | Scottish Third Division  | 17             | 1994-1995 | 2010-2011       | 24     |
| 4°      | Scottish League Two      | 7              | 2013-2014 | 2022-2023       | 24     |

#### Campionati Semiprofessionistici
| Livello | Categoria               | Partecipazioni | Debutto   | Ultima stagione | Totale |
| ------- | ----------------------- | -------------- | --------- | --------------- | ------ |
| 5°      | Lowland Football League | 2              | 2023-2024 | 2024-2025       | 2      |

## Organico

### Rosa 2020-2021
| N. |                   | Ruolo | Calciatore            |
| -- | ----------------- | ----- | --------------------- |
|    | Scozia (bandiera) | P     | Chris Henry           |
|    | Scozia (bandiera) | P     | Chris Smith           |
|    | Scozia (bandiera) | D     | Grant Evans           |
|    | Scozia (bandiera) | D     | Paul Gallacher        |
|    | Scozia (bandiera) | D     | Lewis Wilson          |
|    | Scozia (bandiera) | D     | Scott Glover          |
|    | Scozia (bandiera) | D     | Sean Fagan            |
|    | Scozia (bandiera) | D     | Adam Fernie           |
|    | Scozia (bandiera) | D     | Finn Ecrepont         |
|    | Scozia (bandiera) | D     | Mark Sideserf         |
|    | Scozia (bandiera) | D     | Aron Lynas (capitano) |
|    | Scozia (bandiera) | D     | Jack Brown            |
|    | Scozia (bandiera) | C     | Lewis Guy             |
|    | Scozia (bandiera) | C     | Callum Wilson         |

| N. |                       | Ruolo | Calciatore          |
| -- | --------------------- | ----- | ------------------- |
|    | Scozia (bandiera)     | C     | Gregor Fotheringham |
|    | Scozia (bandiera)     | C     | Daniel Moran        |
|    | Scozia (bandiera)     | C     | Paul Fee            |
|    | Scozia (bandiera)     | C     | Zahid Choudhry      |
|    | Scozia (bandiera)     | C     | Jamie Leslie        |
|    | Scozia (bandiera)     | C     | Paul Cairney        |
|    | Scozia (bandiera)     | C     | Kyle Doherty        |
|    | Portogallo (bandiera) | C     | Fernando Moniz      |
|    | Scozia (bandiera)     | C     | Kieran Dolan        |
|    | Scozia (bandiera)     | C     | Jamie McVey         |
|    | Scozia (bandiera)     | A     | Matthew Aitken      |
|    | Scozia (bandiera)     | A     | Sam Jamieson        |
|    | Scozia (bandiera)     | A     | Mark Greene         |
|    | Scozia (bandiera)     | A     | Lewis Bake          |